# Jajangmyeon
El Jajangmyeon, también conocido como Jajangmyon, es un plato gastronómico coreano derivado del zha jiang mian. Consiste en fideos gruesos de trigo, cubiertos en salsa espesa hecha de chunjang (pasta negra de soja salada), carne, verduras picadas y —solo en ocasiones— mariscos. Jajang es el nombre de la salsa, la pronunciación coreana de los caracteres chinos son 炸醬 , que significan literalmente ‘salsa frita’, y myeon, que significa ‘fideo’.
La salsa llamada chunjang se prepara con una pasta de judía negra (hangul 춘장; chino 春醬) a la que se le añade cebolla salteada, calabacín y carne picada (de ternera o cerdo) o también marisco trozado. Cuando se cocina la salsa, suele agregársele almidón de papa o maicena para darle una textura espesa, y se sirve caliente sobre los fideos. La pasta elaborada a partir de judías tostadas, se llama chunjang (‘pasta primavera’) cuando esta no se calienta, mientras que si se hace, pasa a llamarse jajang (‘salsa frita’).
Un acompañamiento típico es el danmuji (daikon amarillo encurtido).

## Variantes gastronómicas
Entre las variantes del jajangmyeon se incluyen el gan jajangmyeon (간짜장면), que es jajangmyeon servido con la salsa jajang, cocinado sin el almidón y con los fideos servidos en un cuenco aparte, también encontramos el samseon jajangmyeon (삼선짜장면), que incorpora mariscos como el calamar, la gamba, el pepino de mar y otros (nunca pescado), y, por último el samseon ganjajangmyeon (삼선간짜장면), que consiste en fideos servidos con salsa, acompañados de marisco aparte.
Otro plato común en que se usa esta salsa jajang es el jajangbap (짜장밥), cuyo ingrediente principal es el arroz cocido bañado en esta misma salsa. Normalmente un plato aún más popular, consiste en salsa jajang sobre arroz frito (볶음밥).

## Variantes lingüísticas
En el habla cotidiana, los coreanos a veces omiten la sílaba myeon y se refieren a los anteriores platos abreviadamente como jajang (자장), ganjajang (간자장), samsun jajang (삼선자장) y samsun ganjajang (삼선간자장).